# Vicente de Arana
Vicente de Arana, que usó el seudónimo de Jocundo de Gatika y el anagrama Ranaevendecati (Abando, 1847 o 1848-Bilbao, 1890), fue un escritor español.

## Biografía
Nació en 1847 o 1848 en Abando, por entonces municipio vizcaíno, ahora integrado en Bilbao. Era sobrino de Santiago Arana y primo de Sabino Arana. En su juventud, escribió varias poesías que, bajo el anagrama de Ranaevendecati, coleccionó en un folleto con el título de Ramillete de flores cogidas en el Parnaso. Entre sus obras en prosa, se cuentan D. Lope de Murélaga: leyenda vascongada de la Edad Media (1868), Oro y oropel (1876), Los últimos iberos. Leyendas de Euskaria (1882) —con leyendas, algunas de las cuales (El Basajaun y la Maitagarri y La leyenda de Lelo) ya se habían publicado en la revista Euskal-Erria, de la que era colaborador—, Jaun Zuria ó El Caudillo Blanco: leyenda-histórica original del siglo IX (1887) y Leyendas del Norte (1890). También colaboró con diversas revistas, incluida Revista de Vizcaya, de la que fue el último propietario. Falleció en Bilbao en enero de 1890.